# Afroablepharus wahlbergi
Espèce
Synonymes
- Cryptoblepharus wahlbergi Smith, 1849
- Panaspis wahlbergi (Smith, 1849)

Afroablepharus wahlbergi est une espèce de sauriens de la famille des Scincidae.

## Répartition
Cette espèce se rencontre en Afrique du Sud, au Swaziland, dans le Sud du Mozambique, au Zimbabwe, en Namibie, dans le Nord du Botswana, en Angola, en Zambie, dans le sud de la République démocratique du Congo, en Tanzanie, au Kenya, en Éthiopie, en Somalie et dans le sud-ouest de l'Arabie.

## Étymologie
Cette espèce est nommée en l'honneur de Johan August Wahlberg.

## Publication originale
- Smith, 1849 : Illustrations of the Zoology of South Africa; Consisting Chiefly of Figures and Descriptions of the Objects of Natural History Collected during an Expedition into the Interior of South Africa, in the Years 1834, 1835, and 1836. vol. III. Reptilia. Part 27. London: Smith, Elder, & Co. (lire en ligne)